# HD78201
HD78201 — хімічно пекулярна зоря спектрального класу A0, що має видиму зоряну величину в смузі V приблизно  8,1.
Вона  розташована на відстані близько 815,4 світлових років від Сонця.

## Пекулярний хімічний склад
Зоряна атмосфера HD78201 має підвищений вміст 
Eu
.